# Tectaria trichodes
Tectaria trichodes là một loài thực vật có mạch trong họ Dryopteridaceae. Loài này được (C.V. Morton) A.R. Sm. mô tả khoa học đầu tiên năm 2004.